# ویستا آلگری
ویستا آلگری (انگلیسی: Vista Alegre) شرکت مصالح ساختمانی پرتغالی است، که در سال ۱۸۲۴ تأسیس شد.